# 南阳事件
南阳事件，是1936年发生于浙江省庆元县南阳村的一个政治事件，该事件使中共闽东特委领导人叶飞与闽浙边临时省委领导人刘英矛盾激化，叶飞在险些被刘英指使下的粟裕逮捕后，宣布退出临时省委，转而与闽北特委联合成立中共闽赣省委。

## 背景

### 闽东特委、红军挺进师的联合
1934年冬，闽东革命根据地遭到国军的围剿，中共闽东临时特委失去与上级的联系，闽东苏区转变为游击区继续与国民党军队对抗。闽东的中共党组织原领导人马立峰、詹如柏相继牺牲后，党政工作由叶飞、阮英平等人主持。同样在1934年冬，中国工农红军北上抗日先遣队在懷玉山之戰中被国军打败，方志敏等红军领导人被捕。刘英、粟裕等人突围出包围的红军残部组建了中国工农红军挺进师，于1935年2月进入浙西南一带开展游击活动。8月，国军对浙西南一带展开围剿，挺进师被迫撤往闽浙边区活动。10月，粟裕、刘英等人在福建寿宁郑家坑与闽东特委领导人叶飞、阮英平会师，双方决定联合组建闽浙边临时省委，刘英担任临时省委书记，粟裕任组织部部长，叶飞任宣传部长兼共青团省委书记，闽东特委接受省委的领导。

### 刘英与叶飞的矛盾激化
刘英取得省委领导地位后，就要求闽东的党政军机关离开闽东，到浙西南展开游击活动，但由于闽东的游击活动需要依托当地环境才能正常开展，闽东红军大部分组成人员也是当地农民，故此决定遭到叶飞等人的反对，粟裕也在私下表达了对此决定的异议。叶飞遂与在福建、江西边区开展活动的闽北特委取得联系，请闽北特委书记黄道来组建“闽浙赣省委”领导三地工作，但黄道则答称，如果闽东、浙南两方无法统一意见，则建议闽东特委退出闽浙边临时省委，与闽北特委组成闽赣省委来接受闽北方面的领导。
叶飞回到闽东后，刘英在没有与粟裕同行的情况下来到闽东，召集叶飞、陈挺、阮英平开临时省委会议，一面承认自己先前的错误，一面说“内部问题内部解决”，拒绝与闽北方面联合建立省委，并声称要把闽浙边临时省委书记一职让给叶飞，叶飞拒绝了这个意见，在双方矛盾完全无法调和后，叶飞当场宣布闽东特委退出闽浙边临时省委。

### 刘英与粟裕的矛盾
由于电台被破坏，挺进师很早就与中共中央失去了联系，挺进师方面并不知道中共党中央此时已经召开遵义会议清算了王明的“左”倾错误，粟裕认为在发展底层人民的情况下也应与中间阶层人士与上阶层人士有所合作，但遭到了刘英的坚决反对，这是两人产生分歧的开始。
1936年2月，粟裕了解了闽东特委与省委的矛盾，遂委托省委政治部主任带信给黄道，也请他出面主持工作，此举引起刘英的高度紧张。3月，在粟裕不知情的情况下，刘英去信叶飞，要他来省委代替粟裕担任组织部长，这样既控制了叶飞也革了粟裕的职。但早已声明退出省委的叶飞自然没有同意，转而在4月与闽北特委召开的联席会议上宣布成立闽赣省委，接受省委书记黄道的领导。

## 经过
1936年秋，粟裕收到了刘英以省委名义发布的命令，要求他逮捕叶飞，刘英还派遣了一支红军武装监督执行。粟裕不得不以个人名义邀请叶飞来闽浙边区的南阳村赴宴。叶飞没有起疑，与陈挺一同赴宴，随即在宴会上被粟裕下令逮捕，叶飞随行的一名护卫被击毙。叶飞震惊之余要求面见粟裕问清缘由，但红军拒绝了他的要求。
在押解途中，红军遭到了一支民团武装的突然袭击，叶飞趁机要求押解的军队给他松绑，松绑后叶飞和陈挺立即逃脱，红军在慌乱中开枪打中了叶飞的左腿（按照王必成的说法，这一枪是粟裕故意打偏的），两人慌乱中跳下悬崖，所幸被悬崖下的枝杈勾中侥幸活了下来。
在叶飞被押送至省委的途中，自南阳逃脱的闽东特委随行人员逃回了闽东，留在闽东主持工作的特委副书记阮英平等人获悉此事后非常愤怒，立刻准备召集兵力，要与刘英火并。叶飞与陈挺赶了两天两夜回到闽东后，制止了险些爆发的冲突。而粟裕由于没有完成任务，回到省委所在地后被刘英下令关押了起来，最终在被关押一周后被迫认罪的情况下才得以被刘英释放。

## 影响
南阳事件使本就已经名存实亡的闽浙边临时省委彻底分崩离析，闽东特委也彻底与浙南游击队断联，名义上接受了黄道的闽赣省委领导，而刘英则仍坚持以“闽浙边临时省委”的名义继续在浙南活动，直到1938年5月改组为中共浙江临时省委。1942年，刘英在抗日战争时期被国民政府下令处决，事件发生的20年后，叶飞与粟裕在提及此事时也一笑泯恩仇。